# Ligne de tramway 517
La ligne 517 est une ancienne ligne de tramway vicinal de la Société nationale des chemins de fer vicinaux (SNCV) qui reliait Arlon à Martelange.

## Histoire
28 avril 1952 : suppression des services voyageur et fret.